# Glycaspis conserta
Glycaspis conserta är en insektsart som beskrevs av Moore 1961. Glycaspis conserta ingår i släktet Glycaspis och familjen rundbladloppor. Inga underarter finns listade i Catalogue of Life.